# Ivan Dmitrijev

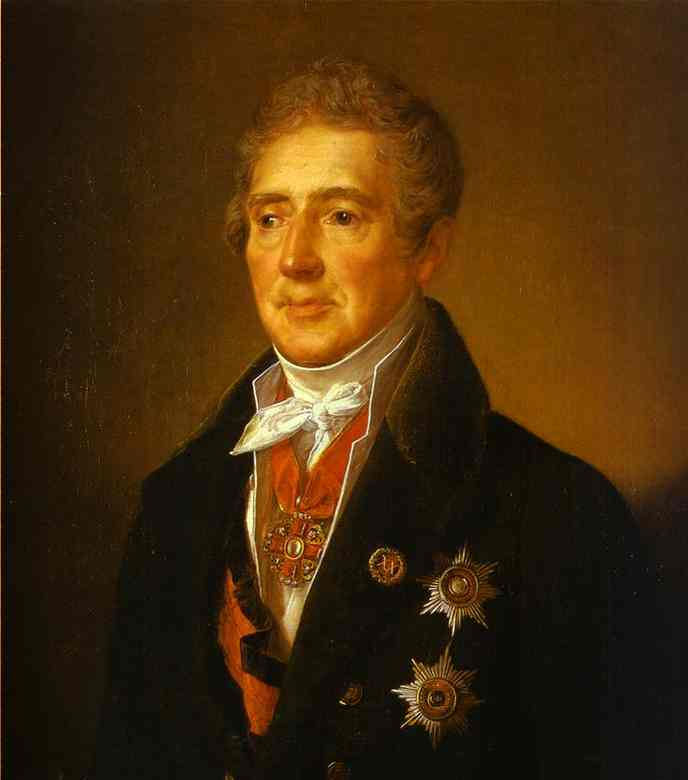
Ivan Dmitrijev (1835).

Ivan Ivanovitj Dmitrijev (ryska: Иван Иванович Дмитриев), född 21 september (gamla stilen: 10 september) 1760 i Selo Bogoroditskoje, guvernementet Kazan, död 15 oktober (gamla stilen: 3 oktober) 1837 i Moskva, var en rysk statsman och skald.
Dmitrijev var först militär, inträdde sedan på den civila ämbetsmannabanan och var 1810–1814 justitieminister. Tillsammans med sin vän Nikolaj Karamzin bekämpade han den gamla "klassiska" smakriktningen, anslöt sig till den romantiska rörelsen och arbetade för en ny, friare utveckling inom litteraturen. Många av hans visor, som i allmänhet är sångbara, var på sin tid mycket populära. Särskilt förtjänar att nämnas den dramatisk-lyriska dikten Jermak, vilken förhärligande Sibiriens erövring av ryssarna. Han författade även fabler och satirer. Hans första diktsamling utkom 1795. Hans samlade skrifter utkom 1823 med biografisk inledning av furst Pjotr Vjazemskij.